# De Gouden Arend
De Gouden Arend is een herenhuis aan de westzijde van de Grote Markt in de Belgische stad Sint-Niklaas. Sinds 1996 is het gebouw een beschermd monument. Het pand heeft verschillende namen gekend.

## Geschiedenis
Op de plaats van het huidige gebouw was in 1587 een horecazaak met de naam De Arend gevestigd. In 1709 heette het De Zwarte Arend, in 1774 De Dubbele Arend en in 1780 kreeg het de naam De Gouden Arend. De vermelding van een arend verwijst naar het wapen van Huis Arenberg, die de heerlijkheid Beveren in bezit had. Het pand was namelijk op een Beverse exclave gelegen.
In de 18e eeuw diende het gebouw ook als onderkomen van de rederijkerskamer De Goudbloem.
Het pand kreeg zijn huidige uiterlijk in de tweede helft van de 19e eeuw door het bouwen van een nieuwe voorgevel, in een architecturale stijl die weg heeft van empirestijl. Een groot deel van het interieur dateert van die periode, met onder andere hinten van neo-Vlaamse renaissancestijl. Rond dezelfde tijd werd er een kalandermolen ingericht in de achterbouw.
Eind negentiende eeuw was er een hotel gevestigd met de naam Saint-Nicolas. Daarna werd het weer een privéwoning. Rond 1920 werd een renovatie uitgevoerd, waardoor een deel van het interieur ook uit die periode stamt, met delen in neo-empirestijl en art deco.
In 1941 werd De Gouden Arend gekocht door de familie Van den Berghe, die er een fabriek van het fietsenmerk Oxford in onderbracht. Hierdoor staat het gebouw ook wel bekend als Huis Van den Berghe. Later werden er terug verschillende horecazaken in gevestigd.
Op 13 maart 1996 kreeg De Gouden Arend de status van beschermd monument.